# Тура (річка)
Тура́ (рос. Тура́) — річка у Західному Сибіру, в Свердловській та Тюменській областях Росії. Ліва притока Тоболу.

## Географія
Річка має свій витік на Середньому Уралі, поблизу селища Хребет-Уральський, Кушвинського міського округу Свердловської області. Тече по Західно-Сибірської рівнині. Впадає у річку Тобол, за 260 км від його гирла (впадає в Іртиш).
Довжина — 1030 км, площа басейну — 80,4 тис. км². Сплавна. Судноплавна на 635 км від гирла. На Турі — 3 водосховища, Верхотурська ГЕС. Основні притоки: Салда, Тагіл, Ніца, Пишма. Міста: Верхня Тура, Нижня Тура, Верхотур'є, Туринськ, Тюмень.

## Гідрологія

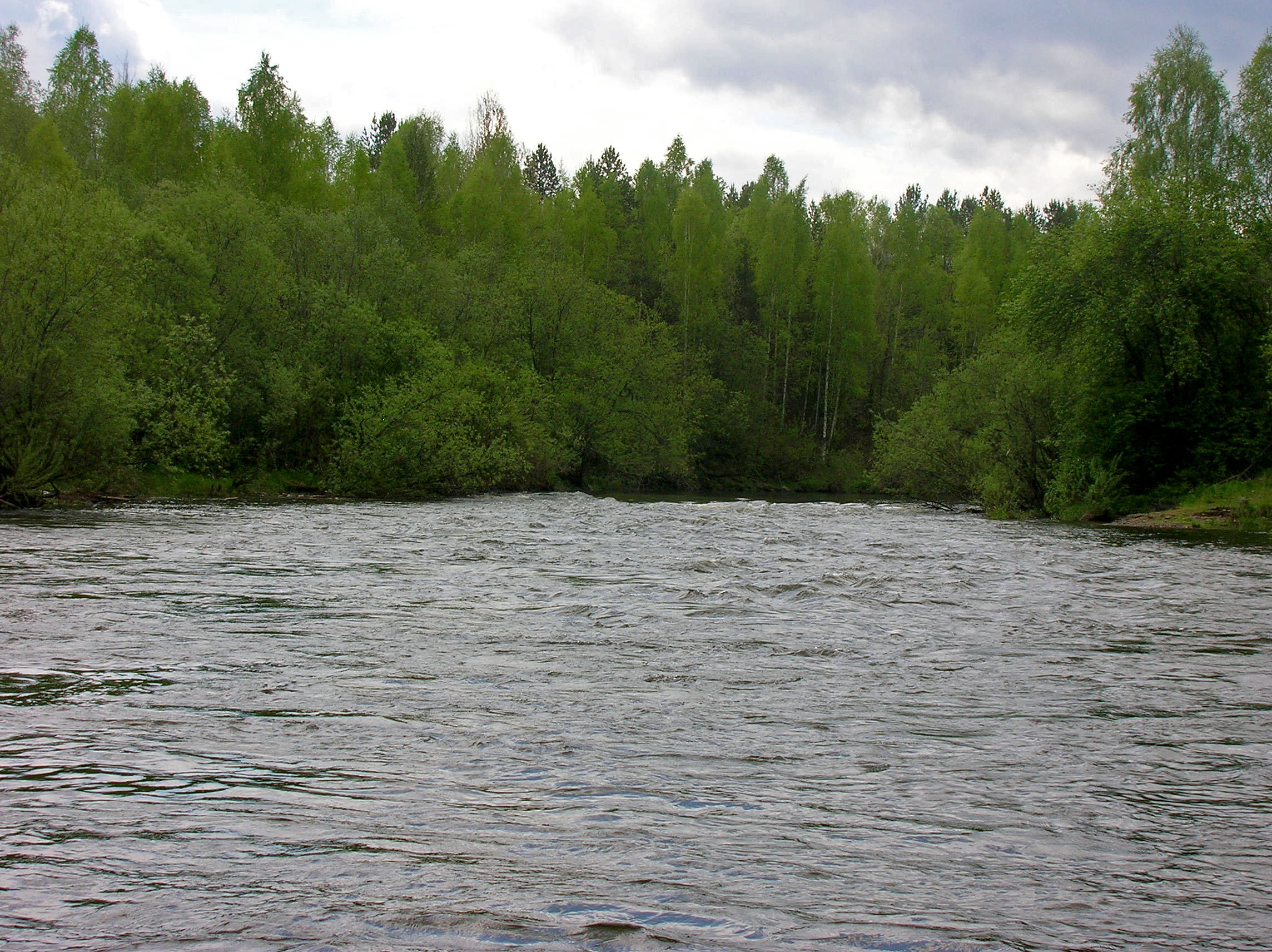
Річка Тура поблизу міста Нижня Тура

Живлення річки змішане, снігове та дощове, з перевагою снігового. Замерзає в кінці жовтня — листопаді, розкривається у квітні — 1-й половині травня.
За період спостереження протягом 102 років (1896–1998) на станції у Тюмені, за 184 км від гирла, середньорічна витрата води становила 204 м³/с для водного басейну 58500 км², що становить понад 72 % від загальної площі басейну річки, яка становить 80400 км². Величина прямого стоку в цілому по цій частині басейну становила — понад 109 міліметра на рік.
За період спостереження встановлено, що мінімальний середньомісячний стік становив 29,8 м³/с (у лютому), що становить трохи більше 3,7 % максимального середньомісячного стоку, який відбувається у травні місяці та становить майже — 803,6 м³/с і вказує на доволі велику амплітуду сезонних коливань.
За період спостереження, абсолютний мінімальний місячний стік (абсолютний мінімум) становив 11,1 м³/с (у межень лютого 1939 року), абсолютний максимальний місячний стік (абсолютний максимум) становив 6810 м³/с (у червні 1946 року).